# Томас, Герайнт
Герайнт Хауэлл Томас (англ. Geraint Howell Thomas, род. 25 мая 1986 года, Кардифф, Уэльс, Великобритания) — валлийский шоссейный и трековый велогонщик, победитель Тур де Франс 2018, двукратный олимпийский чемпион в командном преследовании на треке (2008 и 2012), трёхкратный чемпион мира в командном преследовании на треке (2007, 2008 и 2012). Выступает в шоссейных велогонках за команду Ineos Grenadiers. 
Офицер ордена Британской империи (OBE, 2019). Лучший спортсмен года в Великобритании по версии Би-би-си (2018), лучший спортсмен года в Уэльсе по версии Би-би-си (2014 и 2018).

## Карьера
С детства талант Томаса был заметен окружающим, в результате чего его зачислили в Олимпийскую академию британского велоспорта. В 2006 году его подписала команда Recycling.co.uk, а с августа этого же года британец стажировался в Saunier Duval-Prodir.
В 2007 года велогонщик подписывает контракт с шоссейной командой Barloworld. Параллельно Томас уделяет внимание и трековым гонкам. На чемпионате мира в Пальме-де-Мальорке завоевал золотую медаль в командном преследовании. Спустя год с товарищами по команде он повторил этот результат. Эти успехи позволили британцу отобраться на Олимпийские игры 2008 года в Пекине, где в командном преследовании сборная Великобритании стала олимпийскими чемпионами.

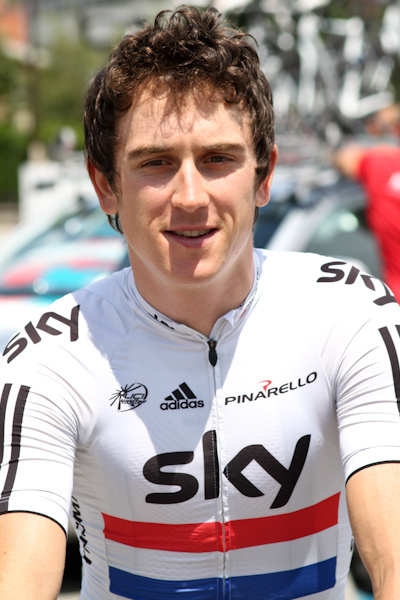
Томас в 2011 году

В 2010 году он перешёл в шоссейную команду высшего дивизиона — Sky Procycling. В июне того же года стал чемпионом Великобритании в групповой гонке. На Тур де Франс 2010 с 3-го по 6-й этап носил белую майку лучшего молодого гонщика.
При подготовке к Олимпийским играм 2012 года Томас принял участие в чемпионате мира на треке, проходившем в австралийском Мельбурне, где вместе с командой вновь выиграл преследование, а личное серебро спортсмен получил за выступление в мэдисоне. На Туре Романдии победил в прологе — эта виктория стала одной из наиболее значимых для жителя Уэльса в шоссейных велогонках. На домашних Олимпийских играх в Лондоне сборная Великобритании подтвердила свой статус олимпийских чемпионов в командной гонке преследования.
В 2013 году на чемпионате мира по шоссейным велогонкам, проходившем во Флоренции, команда Sky Procycling в составе с Томасом выиграла бронзовые медали в гонке на время.
В 2015 и 2016 годах занимал 15-е место в генеральной классификации на Тур де Франс. В 2016 году выиграл многодневки Париж — Ницца и Волта Алгарви. На Олимпийских играх 2016 года в Рио-де-Жанейро выступал в шоссейных дисциплинах: в групповой гонке занял 11-е место (с падением), а в раздельной гонке стал девятым.
В 2017 году победил на Туре Альп.
В 2018 году стал победителем Тур де Франс в генеральной классификации. По итогам 2018 года была признан Би-би-си Спортсменом года в Великобритании, опередив Льюиса Хэмилтона и Харри Кейна.
В 2019 году занял второе место на Тур де Франс, проиграв партнёру по команде Team Ineos Эгану Берналю 1 минуту и 11 сек.
В 2020 году стал вторым на многодневке Тиррено — Адриатико, уступив Саймону Йейтсу. В 2021 году выиграл Тур Романдии. На Олимпийских играх в Токио занял 12-е место в разделке.

## Личная жизнь
Жена Сара Элен, сыграли свадьбу в октябре 2015 года в Уэльсе. Живут в Монако.